# Mânio Aquílio (cônsul em 129 a.C.)
Mânio Aquílio (em latim: Manius Aquillius) foi um político da gente Aquília da República Romana eleito cônsul em 129 a.C. com Caio Semprônio Tuditano. O cônsul em 101 a.C., Mânio Aquílio, era seu filho.

## Carreira

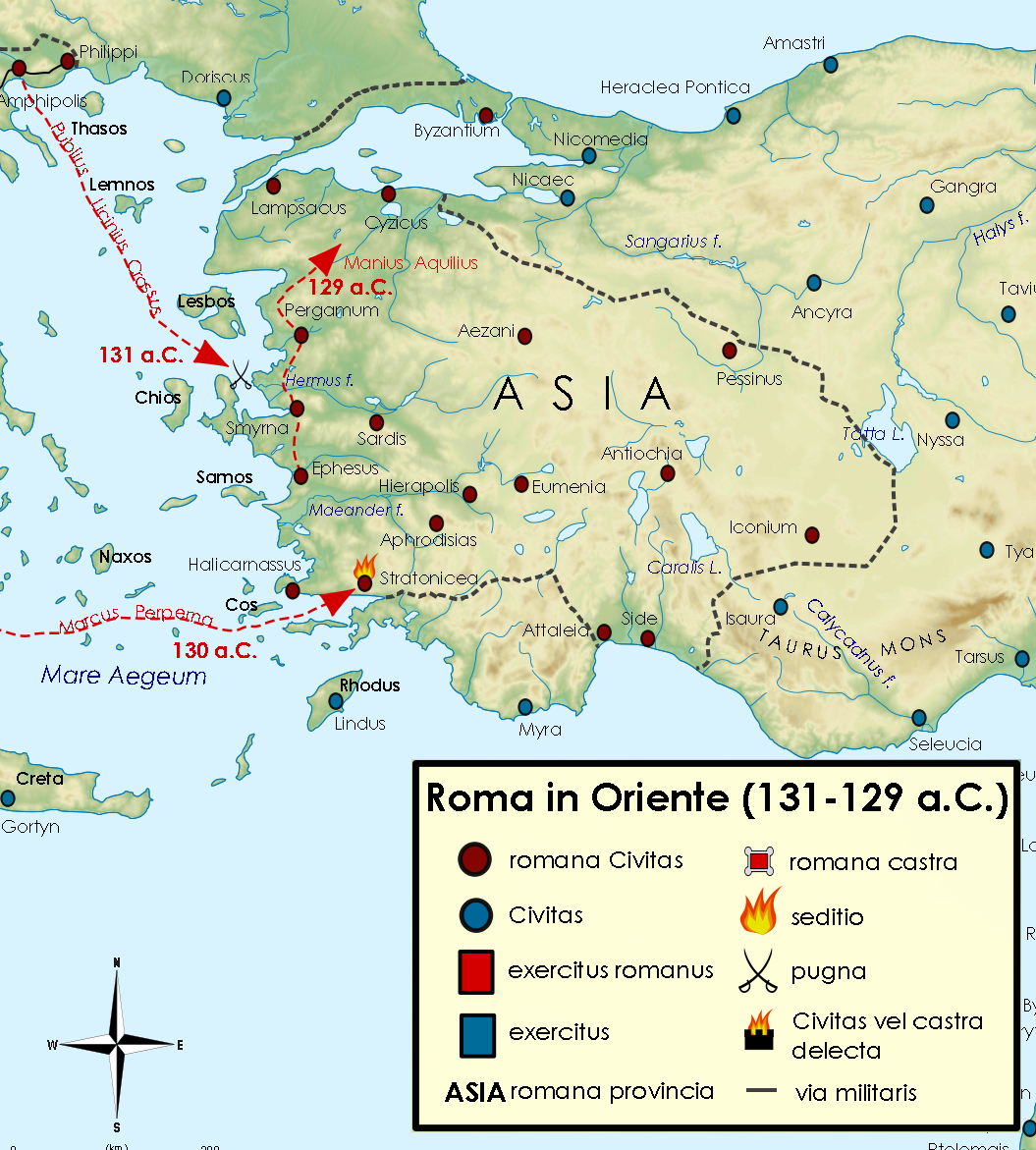
Campanhas na Ásia Menor entre 132 e

Mânio Aquílio foi eleito cônsul em 129 a.C. com Caio Semprônio Tuditano. Seguiu imediatamente para a Ásia Menor para acabar definitivamente com a revolta de Aristônico, o auto-declarado rei de Pérgamo Eumenes III, já derrotado e preso por Marco Perperna no ano anterior. Aquílio cedeu a região da Frígia a Mitrídates V Evérgeta, supostamente por seu apoio aos romanos durante a guerra, mas muito provavelmente devido a um substancioso suborno do rei pôntico ao cônsul. 
Ao seu regresso a Roma, Aquílio foi acusado de malversação pelo tribuno da plebe Públio Lêntulo, e, apesar da múltiplas provas que demonstravam a sua culpa, foi absolvido, provavelmente depois de subornar um dos juízes Após o julgamento, Mânio Aquílio foi honrado com um triunfo, que, contudo, só foi celebrado em 126 a.C.. Neste intervalo, dedicou-se a organizar a nova província romana da Ásia, instituída por um senatus consultum em 132 a.C. depois que Átalo III deixou seu reino como herança aos romanos.